# 캐리온
《캐리온》(영어: Carry-On)은 2024년 넷플릭스로 공개된 미국의 액션 스릴러 영화이다. 자우메 코예트세라의 연출작으로, 태런 에저턴, 소피아 카슨, 대니엘 데드와일러, 로건 마셜그린, 제이슨 베이트먼이 출연했다.
캐리온은 2024년 12월 13일 넷플릭스에서 공개되어 비평가들로부터 긍정적인 평가를 받았으며, 2024년 넷플릭스에서 공개된 다른 어떤 영화보다 개봉 첫 주에 더 많은 조회수를 기록했다.

## 줄거리
로스앤젤레스 공항의 TSA 요원인 이선 코펙은 과거 아버지의 범죄 기록 때문에 경찰학교 입학에 실패한 후 무기력하게 지낸다. 크리스마스 이브, 임신한 여자친구 노라는 그에게 다시 한번 경찰에 도전하라고 격려하지만, 이선은 승진을 위해 수하물 검색 업무를 자원한다. 근무 중, '여행자'라는 용병에게 협박을 받아 특정 가방을 검색 없이 통과시키라는 지시를 받는다. 이를 어기면 노라를 죽이겠다는 위협에 어쩔 수 없이 따르게 된다. 이선은 동료 라이오넬에게 은밀히 경고하려 하지만, 여행자는 라이오넬을 독살한다.
이선의 수상한 행동으로 인해 친구 제이슨이 그의 자리를 대신하게 되자, 여행자는 이선에게 제이슨을 죽이겠다고 협박한다. 이선은 제이슨을 업무에서 제외시키고, 지시대로 가방을 통과시킨다. 가방 안에는 치명적인 신경 작용제인 노비촉이 들어 있었다. 한편, LAPD 형사 엘레나 콜은 노비촉 밀수 사건을 수사하다가 이선과 연관되었음을 알게 된다. 공항 전체에 수색령이 내려지자, 이선은 몰래 용의자 명단에 가방을 소지한 남자를 추가한다. 하지만 여행자는 이선의 방해를 눈치채고 이선을 협박하며, 이선은 여행자의 플라스틱 총을 빼앗는다. 이에 여행자는 노비촉 폭탄을 작동시킨다.
이선은 노비촉 폭탄을 막으려 하지만, 가방 소지자는 여행자에게 협박당하고 있던 또 다른 피해자였다. 그 역시 인질로 잡힌 남편 때문에 어쩔 수 없이 여행자의 지시를 따랐던 것이다. 시간제한이 있는 상황에서 이선은 여행자의 지시를 받아 폭탄을 해제한다. 하지만 가방 소지자는 이선을 죽이라는 명령을 받고 그를 공격하다가 폭탄의 과열로 죽는다. 여행자는 다시 노비촉을 확보하고, 노라를 죽이라고 지시한다. 이선은 노라에게 경고하고 노라는 가까스로 목숨을 건진다. 
공항으로 향하던 중, 엘레나 콜은 DHS 요원으로 위장한 여행자의 공범을 죽이고, 이선과 협력하여 여행자의 테러 계획을 막기 위해 공항을 폐쇄한다. 여행자의 목표는 무기 예산을 늘리는 데 찬성하는 의원이었으며, 러시아의 소행으로 위장하려 했던 것이다. 이선은 노비촉 폭탄을 바꿔치기하고, 여행자를 추격해 비행기 화물칸에서 폭탄을 해체하려 한다. 여행자는 이선을 막으려 하지만, 결국 이선은 여행자를 냉동실에 가두어 노비촉과 함께 제거한다. 비행기는 안전하게 공항으로 돌아온다. 1년 후, 이선은 경찰 배지를 놓고 여행을 떠난다.

## 출연진
- 태런 에저턴 - 이선 코펙
- 제이슨 베이트먼 - 여행자
- 소피아 카슨 - 노라 퍼리시
- 대니엘 데드와일러 - 얼레이나 콜
- 로건 마셜그린 - 존 앨컷
- 토나티우 - 마테오 플로레스
- 시오 로시 - 감시자
- 딘 노리스 - 필 사카우스키
- 싱콰 월스 - 제이슨 노블
- 조 윌리엄슨 - 론 던
- 커티스 쿡 - 라이어널 윌리엄스
- 길 페레스에이브러햄 - 에디
- 마이클 스콧 - 사미르
- 조시 브리너 - 허셜
- 애덤 스티븐슨 - 제시
- 니코 뷰셔 - 파란머리 승객
- 제프 포프 - 올레크